# Radhia Haddad

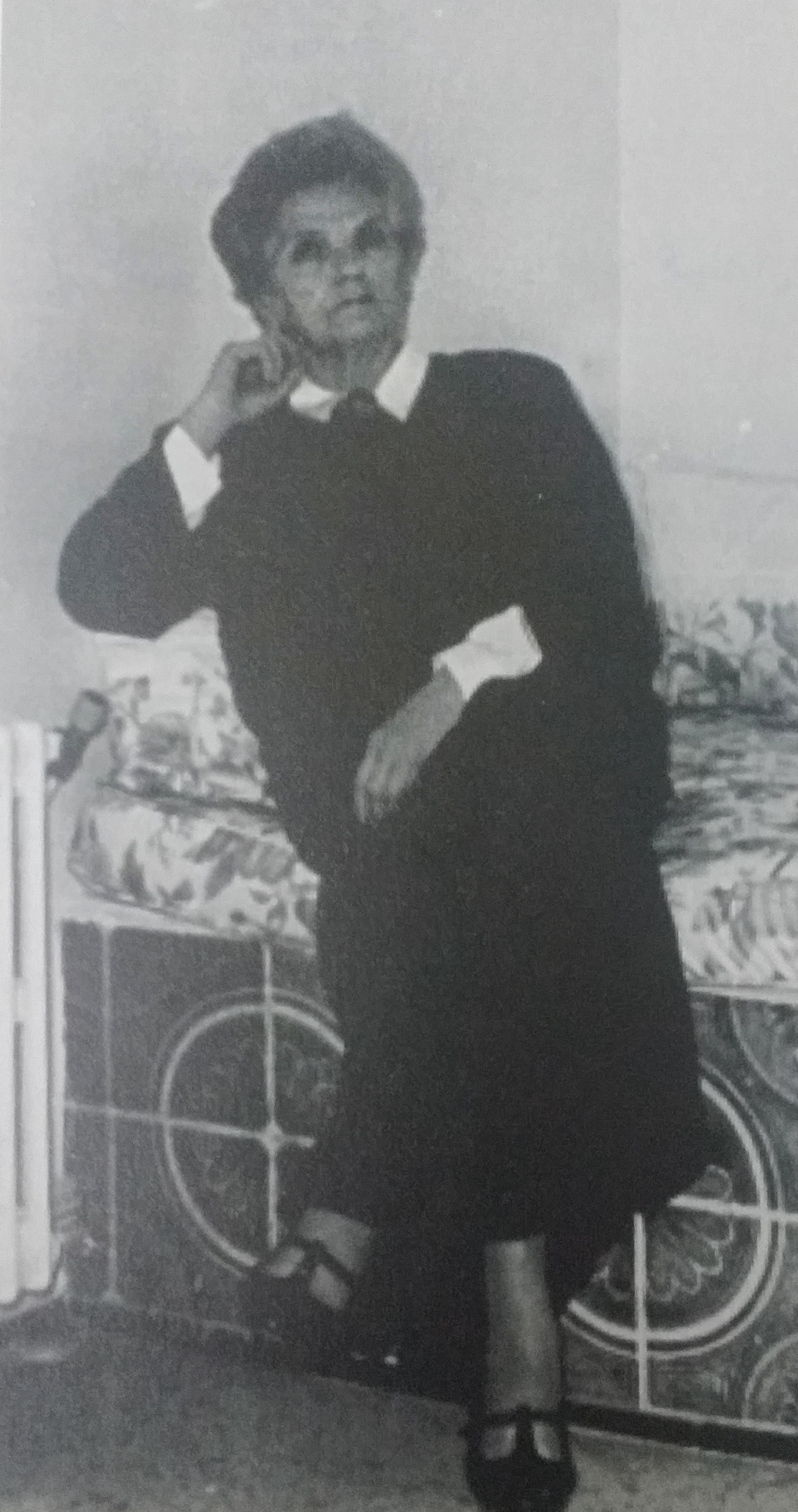
Radhia Haddad

Radhia Haddad (in arabo: راضية بن عمار; Tunisi, 17 marzo 1922 – Cartagine, 20 ottobre 2003) è stata un'attivista e femminista tunisina, per 15 anni presidente per l'Unione nazionale delle donne della Tunisia.

## Biografia
Nata in una famiglia di intellettuali della borghesia tunisina, figlia di Salah Ben Ammar, ha studiato alla scuola di francese di Franceville. Ma all'età di dodici anni fu costretta dai genitori a lasciare gli studi, dopo aver ottenuto il certificato di scuola elementare. Più avanti scrisse di quanto la famiglia favorisse l'educazione dei figli maschi, lamentandosi che: "Nessun sacrificio era ritenuto troppo grande per facilitare gli studi dei miei fratelli". Lei tuttavia, ha proseguito gli studi di arabo in casa imparando molto anche dal fratello, politico e attivista dei diritti umani Hassib Ben Ammar, con il quale spesso discuteva e dibatteva leggendo i suoi libri universitari.
Radhia Haddad fu costretta a indossare il vestito tradizionale tunisino con velo sul viso, ma si ribellò e si rifiutò di uscire di casa. Sfruttò ogni occasione che le si presentò per poter parlare con il dottore Abderhaman Mam, in particolare riguardo alle attività politiche dei partiti politici Destour e Neo-Destour in Tunisia, ogni volta che il dottore veniva chiamato in casa per visitare qualcuno della famiglia che era malato.

### Impegno militante e politico
Si è unita all'Unione delle donne musulmane della Tunisia, fondata da Bchira Ben Mrad, e ha partecipato al movimento nazionale assistendo i tunisini contro il protettorato francese. Durante la sua vita ha partecipato a campagne di solidarietà e raccolta fondi in favore per associazioni che aiutano gli studenti all'estero.
Nel 1946, suo suocero, impegnato in politica, la invitò a partecipare a una riunione tenutasi nella loro casa, alla quale parteciparono due membri del Neo-Destour, Salah Ben Youssef e Allala Belhaouane. Dopo aver partecipato a questo incontro di soli uomini, con il consenso di suo suocero e suo marito, decise di rimuovere il velo avendo la certezza che nessuno avesse nulla in contrario. Nel 1947, fondò l'organizzazione femminile Les Amies des Scouts della quale fu anche presidente. Scrisse anche un'opera teatrale nella quale interpretò un ruolo.
Dopo l'indipendenza della Tunisia nel 1956, con la promulgazione il 13 agosto del Codice di stato personale (CSP), che conferiva alle donne un posto senza precedenti nella società, divenne rapidamente una delle prime donne parlamentari in Africa e nel mondo arabo e tra il 1959 e il 1974 è stata membro del collegio elettorale di Tunisi.